# 스카이 타워 (오클랜드)

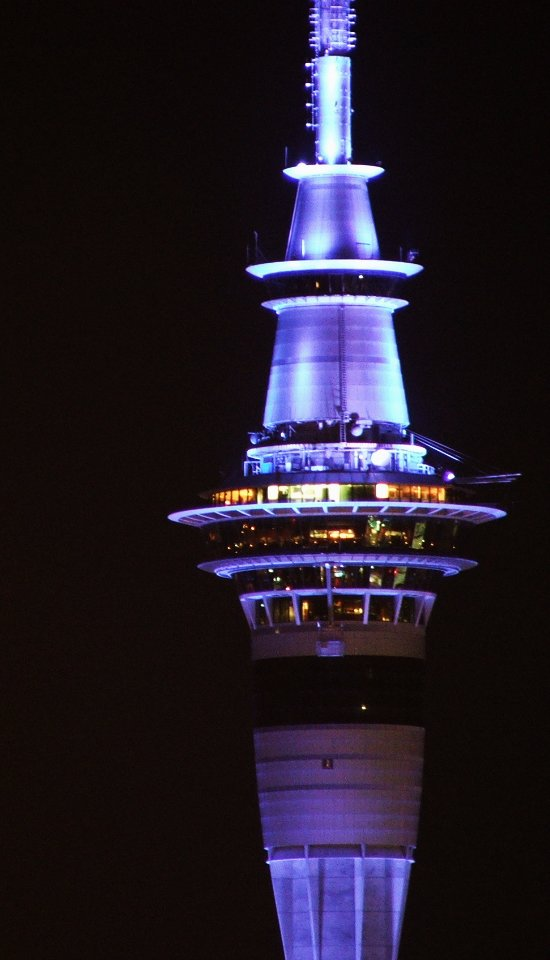
스카이 타워

스카이 타워(영어: Sky Tower)는 뉴질랜드 오클랜드에 위치한 328미터의 타워이다.
세계에서 25번째로 크며, 남반구에서 가장 큰 타워이기도 하다. 매일 약 1,150명의 관광객들이 방문한다.

## 같이 보기
- 뉴질랜드의 마천루 목록
- 마카오 타워
- 시드니 타워